# جشنواره بین‌المللی فیلم قاهره
جشنواره بین‌المللی فیلم قاهره (به عربی: مهرجان القاهرة السینمائی الدولی) یکی از ۱۲ جشنواره بین‌المللی بزرگ جهان و مهم‌ترین جشنواره فیلم در آفریقا و جهان عرب است که هرساله در قاهره برگزار می‌شود. این جشنواره در سال ۱۹۷۶ بنیان گذاشته شد. اما جشنواره سال ۱۹۸۵ که به صورت مستقل سازماندهی شد، به‌عنوان نخستین دوره جشنواره شناخته می‌شود. بخش رقابتی بین‌المللی جشنواره نیز از سال ۱۹۹۱ آغاز به‌کار کرد.
جشنواره فیلم قاهره به‌عنوان یک جشنواره پیشرو در خاورمیانه و جهان عرب همواره رقیب اصلی جشنواره بین‌المللی فیلم مراکش شناخته می‌شود. این جشنواره در سال‌های اخیر و با ظهور جشنواره‌های فیلم دبی و ابوظبی، می‌کوشد تا همچنان نقش خود را به‌عنوان معتبرترین جشنواره منطقه حفظ کند. این رویداد تنها جشنواره رقابتی (رده الف) مورد تأیید انجمن تهیه‌کنندگان جهانی فیلم (FIAPF، فیاپف) در خاورمیانه و آفریقا به‌شمار می‌رود. جایزه اصلی جشنواره که هرم طلایی نام دارد هرساله به بهترین فیلم اهدا می‌شود. سینمای ایران تنها یک بار در سال ۲۰۱۴ با فیلم سینمایی ملبورن ساختهٔ نیما جاویدی موفق به کسب این جایزهٔ اصلی شده‌است.
جشنوارهٔ بین‌المللی فیلم قاهره، قدیمی‌ترین جشنوارهٔ فیلم در خاورمیانه است. جشن افتتاحیهٔ این جشنواره، هر سال، در یک شب باشکوه و پرستاره آغاز می‌شود و با یک جشن خیره‌کننده به پایان می‌رسد. توزیع جوایز با حضور افتخاری رئیس‌جمهور و ستارهٔ سینما، عمر شریف، صورت می‌گیرد. سالانه، در هر بازنگری، CIFF برنامه‌هایی چون سمپوزیوم، کنفرانس مطبوعاتی، میزگرد و برنامه‌های دیگری را به برنامه اضافه می‌کند، به گونه‌ای که هر کدام از آن برنامه‌ها منحصربه‌فرد و خیره‌کننده باشند و به روند پیشرفت در آیندهٔ این صنعت کمک کند.

## بخش‌های رقابتی
- مسابقه بین‌الملل فیلم‌های بلند
- مسابقه بین‌الملل فیلم‌های دیجیتال
- مسابقه فیلم‌های عرب

## جایزه‌های سینمای ایران
- ۲۰۱۴: جایزه هرم طلایی بهترین فیلم جشنواره به فیلم سینمایی ملبورن (نیما جاویدی)[۶]
- ۲۰۰۵: جایزه بهترین اثر هنری به حمید خضوعی ابیانه برای فیلمبرداری خیلی دور، خیلی نزدیک (رضا میرکریمی)[۷]
- ۲۰۰۳: جایزه بهترین فیلم‌نامه به تهمینه میلانی برای فیلم واکنش پنجم[۸]
- ۲۰۰۲: جایزه بهترین بازیگر به کتایون ریاحی برای بازی در فیلم شام آخر (فریدون جیرانی)[۹]
- ۲۰۰۱:جایزه بهترین بازیگر به نیکی کریمی برای بازی در فیلم نیمه پنهان (تهمینه میلانی)[۹]
- ۱۹۹۹: جایزه بهترین بازیگر زن به پگاه آهنگرانی برای بازی فیلم در فیلم دختری با کفشهای کتانی (رسول صدرعاملی)[۱۰]
- ۱۹۹۸: جایزه بهترین فیلم‌نامه به کیانوش عیاری برای فیلم بودن یا نبودن[۱۱]
- ۱۹۷۸: جایزه بهترین کارگردانی به مسعود کیمیایی برای فیلم سفر سنگ[۱۲]
- ۱۹۷۶: جایزهٔ ویژهٔ فیلم‌برداری به مهرداد فخیمی و پرویز ملک‌زاده برای فیلم غریبه و مه[۱۳]
- ۱۹۷۶: جایزهٔ طلایی بهترین فیلم کوتاه به فیلم هفت‌تیرهای چوبی به کارگردانی شاپور قریب[۱۳]